# Richard Robbins
Richard Robbins est un compositeur américain de musiques de films, de son nom complet Richard Stephen Robbins, né le 4 décembre 1940 à Weymouth (Massachusetts), et mort le 7 novembre 2012 à Rhinebeck (État de New York).

## Biographie
Richard Robbins est l'auteur des bandes originales d'une trentaine de films, entre 1979 et 2005 (à ce jour). Il est connu pour sa collaboration avec le producteur Ismail Merchant et le réalisateur James Ivory (fondateurs de la compagnie Merchant Ivory Productions (en)). Ainsi, on lui doit les partitions de la plupart des films d'Ivory, comme Retour à Howards End (1992) et Les Vestiges du jour (1993), grâce auxquels il a eu deux nominations à l'Oscar de la meilleure musique de film. Un autre film d'Ivory, Chambre avec vue (1986), lui a valu une nomination au British Academy Film Award de la meilleure musique de film toujours, sans compter un prix décerné à la Mostra de Venise pour Maurice (1987) — voir la rubrique "Nominations et récompense" ci-après —.
Il est également le réalisateur de deux documentaires (de Merchant Ivory Productions), sortis en 1976 et 1994 — voir la filmographie sélective qui suit —.

## Filmographie partielle
Films réalisés par James Ivory, comme compositeur, sauf mention contraire ou complémentaire
- 1976 : Sweet Sounds (court métrage documentaire ; réalisateur et scénariste)
- 1977 : Roseland (assistant de production)
- 1979 : Les Européens (The Europeans)
- 1981 : Quartet
- 1983 : Chaleur et Poussière (Heat and Dust)
- 1984 : Les Bostoniennes (The Bostonians)
- 1986 : Chambre avec vue (A Room with a View) (+ acteur : petit rôle non crédité)
- 1987 : Maurice (titre original)
- 1989 : Esclaves de New York (Slaves of New York)
- 1990 : Mr. & Mrs. Bridge
- 1991 : The Ballad of the Sad Café de Simon Callow
- 1992 : Retour à Howards End (Howards End)
- 1993 : Les Vestiges du jour (The Remains of the Day)
- 1994 : Street Musicians of Bombay (documentaire ; + réalisateur)
- 1995 : Lumière et Compagnie (documentaire omnibus ; réalisateurs divers ; segment produit et réalisé par Ismail Merchant et James Ivory)
- 1995 : Jefferson à Paris (Jefferson in Paris)
- 1996 : Surviving Picasso
- 1996 : La Propriétaire (The Proprietor) d'Ismail Merchant
- 1997 : The Hidden Dimension de Paul Cox (documentaire)
- 1998 : Place Vendôme de Nicole Garcia (arrangement des musiques de films antérieurs)
- 1998 : La fille d'un soldat ne pleure jamais (A Soldier's Daughter never cries)
- 1999 : Cotton Mary d'Ismail Merchant et Madhur Jaffrey
- 2000 : La Coupe d'or (The Golden Bowl)
- 2001 : The Mystic Masseur d'Ismail Merchant
- 2003 : Le Divorce (titre original)
- 2003 : Par amour d'Yvon Marciano (court métrage)
- 2005 : The White Countess

## Nominations et récompense
- British Academy Film Award de la meilleure musique de film en 1987, pour Chambre avec vue (nomination).
- Oscar de la meilleure musique de film :
  - En 1993, pour Retour à Howards End (nomination) ;
  - Et en 1994, pour Les Vestiges du jour (nomination).
- Prix Osella, à la Mostra de Venise en 1987, pour Maurice (gagné).